# Liocarcinus holsatus
Liocarcinus holsatus (лат.) — вид морских плавающих крабов из семейства Polybiidae.

## Описание
Обитает в Северном море, Ирландском море и проливе Ла-Манш. Ширина карапакса до 40 мм, его окрас коричневато-серый с зелёным оттенком. Внешне он очень похож на краба Liocarcinus depurator. У Liocarcinus depurator пятая пара ног преобразована в широкие лопасти, которые используются для плавания.
Диета Liocarcinus holsatus включает ракообразных, особенно молодь Crangon, моллюсков, таких как Spisula elliptica, и рыбу. Иногда на нём паразитируют Sacculina.

## Синонимы
В синонимику вида входят следующие биномены:
- Macropipus holsatus (Fabricius, 1798)
- Polybius (Polybius) holsatus (Fabricius, 1798)
- Portunus holsatus Fabricius, 1798
- Portunus lividus Leach, 1814